# 小行星6748
小行星6748（6748 Bratton）是一颗绕太阳运转的小行星，为主小行星带小行星。该小行星于1995年10月20日发现。

## 轨道参数
小行星6748的轨道半长轴为2.4706792 UA，离心率为0.160。